# Алкиды (мифология)
Алки́ды (др.-греч.  ед.ч. Ἀλκείδης, «потомок Алкея»; Алкей [Ἀλκαῖος] — имя, данное Гераклу при рождении) — персонажи греческой мифологии, сыновья Геракла и Мегары, старшей дочери фиванского правителя Креонта. По различным версиям, Алкидов было от двух до восьми. В припадке насланного на него богиней Герой безумия Геракл убил их всех, а также двух детей своего брата Ификла — приняв их за детей Еврисфея.
В. Мэтьюз выделяет две версии о способе убийства детей: Геракл либо застрелил их (Еврипид, Диодор, схолии к Ликофрону, Мосх), либо бросил в огонь (Псевдо-Аполлодор, Ферекид). Несомненно, Еврипид отклонился от архаической традиции, помещая убийство детей после выведения Гераклом Кербера из Аида.
Менекрат писал, что они назывались Алкидами, а не Гераклидами, как последующие дети Геракла. В четвёртой Истмийской оде Мелиссу Фиванскому Пиндар говорит о приношении в его время жертв восьмерым детям у ворот Электры. Схолии к указанному месту Пиндара содержат наиболее подробные данные о разнообразии версий. Могилу детей у ворот Электры упоминает и Павсаний.

## Имена
- по Ферекиду: Антимах, Климен, Глен, Теримах и Креонтиад[8]
- по Еврипиду: Теримах, Деикоонт и Аристодем[9]
- по Асклепиаду и Псевдо-Аполлодору: Теримах, Креонтиад, Деикоонт[10]
- по Батону: Полидор, Аникет, Мекистофон, Патрокл, Токсоклит, Менебронт, Херсибий[11];
- по Динию Аргосскому: Теримах, Креонтиад, Деикоонт и Деион[12];
- по Дионисию Киклографу: Теримах и Деикоонт[13];
- по Цецу: Онит, Теримах, Демокоонт, Креонтиад[14]
- по Псевдо-Гигину: Теримах и Офит[15]
- по Лактанцию Плациду: Оксей и Креонтиад или Леонтиад[16]
- по второму Ватиканскому мифографу: Креонтиад и Арей (?)[17]

Р. Грейвз предполагал, что в ритуале Алкиды были участниками танца с мечами, который завершался воскрешением жертвы.